# 5-я лёгкотанковая бригада
5-я легкотанковая бригада — воинское соединение в автобронетанковых войсках в Вооружённых Силах СССР (РККА).
Сокращённое наименование — 5 лтбр.

## История
1938 год
5 апреля 1938 года Генеральный штаб РККА издал директиву № М1/00666 о переименовании 45-го механизированного корпуса в 25-й танковый корпус Киевского военного округа. Корпус дислоцировался в г. Бердичев Житомирской области Украинской ССР. 134-я механизированная бригада переименована в 5-ю легкотанковую бригаду. Командиром бригады назначен полковник П. Н. Мельников.
26 июля 1938 года 25-й тк вошёл в состав Житомирской армейской группы Киевского Особого военного округа (далее КОВО).
В сентябре-октябре 1938 года во время Чехословацкого кризиса корпус и соответственно 5-я лтбр 25-го тк КОВО приводилась в боевую готовность. Из г. Бердичева бригада выдвинулась к советско-польской границе на территорию Каменец-Подольской области.
1939 год
В середине июля из бригады выделен танковый батальон, командир батальона майор З. Н. Середа, в Забайкальский военный округ для пополнения 11-й легкотанковой бригады.
1 сентября началась германо-польская война.
В сентябре-октябре 1939 года 5-я лтбр 25-го тк участвовала в военном походе Красной армии в восточные районы Польши — Западной Украины в составе Украинского фронта.
25-й тк вошёл в состав Каменец-Подольской армейской группы Украинского фронта.
С 20 сентября 25-й тк в составе Южной армейской группы.
С 24 сентября 25-й тк в составе 12-й армии.
С 25 сентября 1939 года 25-й тк передислоцирован в Комарно.
28 сентября 12-я армия разделена на 12-ю армию и Кавалерийскую армейскую группу. 5-я лтбр действуя в составе 25-го находилась составе Действующей армии 17-28.9.1939.
25 октября 1939 года 5-я лтбр передислоцирована в г. Проскуров.
1940 год
1 февраля директивой Начальника штаба КОВО № 4/00239 управление 25-го танкового корпуса расформировано. 5-я лтбр получила права отдельной бригады.
1 марта в бригаде было 125 быстроходных лёгких танков БТ, 1 средний бронеавтомобиль БА-10, 3 лёгких бронеавтомобиля БА-20.
3 июня в КОВО начались организационные мероприятия по формированию механизированных корпусов. Начальник политотдела 5-й легкотанковой бригады, которая переформировывалась в 10-ю тд, старший батальонный комиссар Пётр Фёдорович Сверчков освобождён от должности.
9 июня Военные советы КОВО и ОдВО на основании директив наркома обороны ОУ/583 и ОУ/584, соответственно, приступили к подготовке военной операции. По этой причине все начатые организационные мероприятия в КОВО прекращались.
6 июля Постановлением Совета Народных Комиссаров Союза ССР № 1193—464 сс утверждена организация механизированного корпуса, в котором были две танковые дивизии.
7 июля срок окончания формирования 4-го механизированного корпуса, в состав которого входила 10-я тд, Наркомом обороны СССР был перенесён на 9 августа.
9 июля было расформировано управление Южного фронта, который выполнил задачу по освобождению рабочих и крестьян от гнёта капиталистов и помещиков в Бессарабии, оккупированной Румынией.
19 июля 10-я тд формировалась в г. Злочев (Золочев Львовской области). 5-я лтбр (с октября 1939 г. находилась в Проскурове) в июне-июле стала основой 10-й тд. В дивизию также поступили 57-й и 62-й отдельные танковые батальоны, 222-я разведывательная рота, 77-я рота связи, 312-я автотранспортная рота 10-й тяжёлой танковой бригады, 257-й стрелковый полк 7-й сд и 280-й лёгкий артиллерийский полк 146-й сд КОВО.
5-я лтбр переместилась в г. (Золочев Львовской области) для переформирования в 10-ю танковую дивизию 4-го механизированного корпуса. В 10-ю танковую дивизию также поступили 57-й и 62-й отдельные танковые батальоны, 222-я разведывательная рота, 77-я рота связи, 312-я автотранспортная рота 10-й тяжёлой танковой бригады, 257-й стрелковый полк 7-й сд и 280-й лёгкий артиллерийский полк 146-й сд КОВО.
До 19 июля в 5-й лтбр начальником оперативной части штаба был майор Михаил Андреевич Семенюк — назначен начальником оперативного отделения 10-й тд, начальником части связи штаба — майор Николай Семёнович Бондаренко — назначен начальником отделения связи 10-й тд, начальником строевой части штаба — капитан Лев Лукьянович Юзефович — назначен начальником строевого отделения 10-й тд, начальником части тыла штаба — капитан Алексей Сергеевич Мухин — назначен начальником отделения тыла 10-й тд, начальником химической службы штаба — майор Анатолий Владимирович Малков — назначен начальником химической службы 10-й тд.
Начальником штаба 19-го тп назначен майор В. В. Коротков, начальник оперативной части 24-й лтбр. Начальником штаба 20-го тп назначен майор В. Г. Бибик, из 5-й лтбр.
До 20 июля командиром 5-й лтбр был полковник Михаил Ефимович Катуков, М. Е. Катуков назначен командиром 38-й лтбр, помощником командира бригады по строевой части майор Фёдор Васильевич Сухоручкин — назначен заместителем командира 10-й тд. Начальником снабжения 10-й тд назначен майор Василий Иванович Балакин, из 5-й лтбр.
125 быстроходных лёгких танков БТ, 1 средний бронеавтомобиль БА-10, 3 лёгких бронеавтомобиля БА-20, числившиеся на 1.03.40 в 5-й лтбр, поступили на вооружение 10-й тд. Из 10-й ттбр переданы средние танки Т-28.
Управление бригады находилось:
- в г. Бердичев (5.04.1938- 17.09.1939);
- в военном походе (17.09 — …10.1939);
- в г. Комарно (25.09 — 25.10.1939);
- в г. Проскуров (25.10.1939 — июнь 1940);
- в военном походе (20.06 — 10.07.1940);
- г. Злочев с 19.07.1940 для переформирования в 10-ю тд 4-го мк

## Подчинение
- 5.04-26.07.1938: 25-й танковый корпус, Киевский Особый военный округ
- 26.07.1938-16.09.1939: 25-й танковый корпус, Житомирская армейская группа, КОВО
- 16.09 — 20.09.1939: 25-й танковый корпус, Каменец-Подольская армейская группа, Украинский фронт
- 20.09 — 24.09.1939: 25-й танковый корпус, Южная армейская группа, Украинский фронт
- 24.09 — 28.09.1939: 25-й танковый корпус, 12-я армия, Украинский фронт
- 25.10.1939-1.02.1940: 25-й танковый корпус (управление расформировано), КОВО
- 1.02-19.07.1940: КОВО, бригада стала основой 10-й тд 4-го мк КОВО

## Командование
- Командиры бригады:
  - Мельников, Пётр Николаевич, полковник, (5.04.1938 — арестован 23.06.1938)[2]
  - Катуков, Михаил Ефимович, полковник (1938 — 20.07.1940)[2]
- Помощник по строевой части — Сухоручкин, Фёдор Васильевич, майор до 20.07.1940[2]
- Военные комиссары бригады:
  - Макеев Дмитрий Григорьевич, батальонный комиссар с 26.09.1939[2]
  - Якимов, Степан Иванович, полковой комиссар[2]
- Помощник по технической части — Коршунов, военинженер 1-го ранга (репрессирован)[2]
- Помощник по материально-техническому обеспечению — Балакин Василий Иванович, майор до 19.07.1940[2]
- Начальники штаба:
  - вр.и.д. Семенюк, Михаил Андреевич, майор (25.06.1938 — 14.3.1939)
  - Хлопов Валентин Ефимович (на сентябрь 1939)[2]
  - Курепин, Александр Григорьевич, майор до 20.07.1940[2]
- Помощник начальника штаба — Бибик Вячеслав Геронимович, майор до 19.07.1940[2]
- Начальник оперативной части — Семенюк, Михаил Андреевич, майор до 19.07.1940[2]
- Начальник разведывательной части — Кулик, капитан (репрессирован)[2]
- Хизов Иван Иванович, старший лейтенант до 19.07.1940[2]
- Начальник части связи — Бондаренко Николай Семёнович, майор до 19.07.1940[2]
- Начальник строевой части — Юзефович Лев Лукьянович капитан до 19.07.1940[2]
- Начальник части тыла — Мухин Алексей Сергеевич, капитан до 19.07.1940[2]
- Начальник артиллерии — Еременко Анисим Порфирьевич, майор до 20.07.1940[2]
- Начальник инженерной службы — Киселёв Павел Васильевич, капитан до 03.1940.[2]
- Начальники химической службы:
  - Сорокин Иван Иванович, капитан (1939-…)[2]
  - Малков Анатолий Владимирович, майор до 19.07.1940[2]
- Начальники политотдела:
  - Марунов, Иван Михайлович, батальонный комиссар с 26.09.1939[2]
  - Сверчков Пётр Фёдорович, старший батальонный комиссар до 3.06.1940[2]
- Командир 68-го отдельного танкового батальона — Громагин, Михаил Алексеевич, майор до 19.07.1940
- Командир 70-го отдельного танкового батальона — Бойко, Иван Антонович, капитан до 19.07.1940
- Командир 72-го отдельного танкового батальона — Шорин Андрей Иванович, майор до 19.07.1940
- Командир 217-го отдельного разведывательного батальона — Топоровский Самуил Моисеевич, старший лейтенант до 19.07.1940
- Командир 311-го отдельного транспортного батальона — Быстрик Фёдор Иванович, капитан до 19.07.1940

## Состав
На 5.04.1938:
- управление бригады
- 68-й отдельный танковый батальон
- 70-й отдельный танковый батальон
- 72-й отдельный танковый батальон
- 74-й отдельный танковый батальон
- 217-й отдельный разведывательный батальон
- 79-я отдельная рота связи
- 64-я сапёрная рота
- 311-й автотранспортный батальон
- 258-й ремонтно-восстановительный батальон